# Ezeres pagasts
Ezeres pagasts er en territorial enhed i Saldus novads i Letland. Pagasten havde 1.356 indbyggere i 2010 og omfatter et areal på 97,01 kvadratkilometer. Hovedbyen i pagasten er Ezere.